# Trf 〜THIS IS THE TRUTH〜
『trf 〜THIS IS THE TRUTH〜』（ティーアールエフ・ディス・イズ・ザ・トゥルース）は、trfの1枚目のスタジオ・アルバム。1993年2月25日にavex traxから発売された。

## 解説
- 同時発売のシングル「GOING 2 DANCE / OPEN YOUR MIND」からも両A面曲を共に収録している（「GOING 2 DANCE (ENGLISH VERSION)」はシングルのみに収録）。
- このアルバムの時点では、trfのメンバーの名前はブックレット内に"SAM・KOO・YŪKI ・MEGAMIX"と書かれていた。
- 1994年2月の時点で、累計売上枚数は14万枚を記録した[2]。

## 音楽性とテーマ
- アルバムのコンセプトは「踊れるレイヴ、踊れるエネルギーがあって、家でも・車の中でも・クラブでも流れても不思議じゃないテクノサウンドを作る。それでいて、しっかり耳に残る様なメロディーも入れる」[3][4]「歌詞はクラブで流れる様にほとんどを英語で書き、日本の音楽番組にはそぐわない表現も使う」[1]としている。
- 小室はテクノを「世紀末の高ぶりにマッチする音」と評している[1]。

## 録音
- 作曲からレコーディングまで20日間、ロンドンで行われたトラックダウンに2週間というハイペースで出来上がった[3]。小室は「やりたいことがはっきりしていたから、ハイペースでできたと思う。曲数が足りなくなったり、行き詰ることがなかった」「『売らなくちゃいけない』『ポップにして受け入れられる様にしなければいけない』等、プロデューサーとして考えなければいけないことが何も無かった」「当時エイベックスは洋楽しかやってないレーベルだったから、『変な物は作れない、とにかく格好良いことをやる』という意地・プライドを持って作った」と振り返っている[5]。
- 外部のスタジオ・ミュージシャン・マニピュレーターを一人も起用せず、プログラミング・音色作り・アレンジを全て小室1人で行った[5]。
- アルバムのミキシングは「今まで8小節・16小節の音階で曲作りをしていたが、4小節のフレーズで作るにはどうすればいいのかわからない。PWEのチームだったら何か方策が見つかるんじゃないか」[6]「ハウスで歌が浮いたらどうしようもない」という意向から、最初からPWEのピート・ハモンドに頼んでいた。しかしYU-KIがレコーディングの経験が1度もなかった為に、その後もYU-KIの声とバックトラックが丁度良く混ざる様に試行錯誤した[7]。
- 小室は「レコーディング中に次のtrfのアイディアが見えたため、どうしてもハードコアテクノ一色で終わらせる気になれなかった。ミキシングの時点でポップス等の別の方向性を考え始めた」「誰から頼まれたわけでもないのに、すごくワクワクしながら楽しんでレコーディングした。新しい音なのに、昔から知っている感触があって、敢えて勉強し直さなくても使いこなせた」と振り返っている[4]。

## プロモーション
- キャッチコピーは「おそらくこのアルバムが日本のダンス・シーンを大きく変える。」と打たれた[8]。
- 小室は「運命的な出会いと言ってもいいだろう。テクノ・ハウスは僕を触発し、シンセサイザーに別の生命を与えた。その時確かに、自分の中から新たな可能性が湧き出てくる感触を得たのだ。一方、テクノ・ハウスの舞台となるレイヴシーンは、その名の通り、レボリューション・ライヴとしての魅力にあふれている。『テクノ・ハウス&レイヴ』をコンセプトに全精力を注ぎ込んだこのアルバムは、今後の僕の活動を示唆するものであり、それだけにより多くの人々に聞いて頂けることを願っています」と自負した[8]。

## 批評
- DJ KOOは後に「『trfの作品と言うよりは、小室哲哉というプロデューサーのアルバム』という印象だった。かつて、クインシー・ジョーンズが多数のゲストを集めて自分名義の作品を作っていた様に。小室哲哉さんの目指す所が見えなかったりもした。でも『小室哲哉さんはテクノという音楽ジャンルがやりたいんだな』と的が絞られていて、はっきりしていてわかりやすかった」と振り返っている[9]。

## 収録曲
| 全作曲・編曲: 小室哲哉。 |                                        |                    |            |      |
| #                        | タイトル                               | 作詞               | 作曲・編曲 | 時間 |
| 1.                       | 「THIS IS THE JOY」                    | 小室哲哉・KOO      | 小室哲哉   | 4:29 |
| 2.                       | 「IMPRESSION OF TRF」                  | KOO                | 小室哲哉   | 4:48 |
| 3.                       | 「GOING 2 DANCE」                      | 小室哲哉・YŪKI     | 小室哲哉   | 5:34 |
| 4.                       | 「LET'S 5 DANCE」                      | 小室哲哉・KOO      | 小室哲哉   | 4:52 |
| 5.                       | 「TIME AFTER TIME」                    | 小室哲哉           | 小室哲哉   | 4:23 |
| 6.                       | 「OPEN YOUR MIND」                     | 小室哲哉           | 小室哲哉   | 5:07 |
| 7.                       | 「DO WHAT YOU WANT」                   | 小室哲哉・SUZI KIM | 小室哲哉   | 4:39 |
| 8.                       | 「OUT THERE」                          | 小室哲哉・KOO      | 小室哲哉   | 5:05 |
| 9.                       | 「RIGHT HERE! RIGHT NOW!」             | 小室哲哉・YŪKI     | 小室哲哉   | 4:09 |
| 10.                      | 「TRUTH」                              | 小室哲哉           | 小室哲哉   | 4:59 |
| 11.                      | 「THIS IS THE JOY (EXTENDED VERSION)」 | 小室哲哉・KOO      | 小室哲哉   | 8:11 |
| 合計時間:                | 合計時間:                              | 合計時間:          | 56:16      |      |

## 楽曲解説
1. THIS IS THE JOY
  - コンセプトは「今までの日本にないテクノポップ」としている。小室は「サビしかない曲」と評している[10]。
2. IMPRESSION OF TRF
  - コンセプトは「トランスの要素を高めてレイヴの楽しさを紹介する」「前の曲を『静』としMCが入った本楽曲が『動』」としている[10]。
3. GOING 2 DANCE
  - 1stシングル「GOING 2 DANCE / OPEN YOUR MIND」の1曲目。
4. LET'S 5 DANCE
  - ダンサーのパフォーマンスを意識した構成にしている[10]。
5. TIME AFTER TIME
  - コンセプトは「いろんな音色を1曲で展開する」様にしている。特にヒップホップ系の音色を目立たせる為に生のスネアのハイピッチを録って、Roland JDのプリセットから気に入った音色を使った[10]。
6. OPEN YOUR MIND
  - 1stシングル「GOING 2 DANCE / OPEN YOUR MIND」の2曲目。
7. DO WHAT YOU WANT
  - バラード。Roland TR-808のみで制作された。小室は「1度やってみたかった冒険的な曲」と振り返っている[10]。
  - 後に2ndシングル「EZ DO DANCE」のカップリングとしてシングル・カットされた。
8. OUT THERE
  - アルバムの制作が始まる前からデモが存在していたが、他のアーティストにはハマらなくてtrfでようやく実現できた。ハウスを追求している[10]。
9. RIGHT HERE! RIGHT NOW!
  - ライヴでの盛り上げを念頭に置いて制作した。小室にとっては本バージョンの時点ではまだラフ段階であり、その後『HYPER TECHNO MIX』にてよりハード志向を推した「RIGHT HERE! RIGHT NOW! (2ND FUNK-TION MIX)」をプロモーションした[10]。
10. TRUTH
  - 小室のセルフカバーアルバム『Hit Factory』制作時にマイアミでデモテープが制作され、エクスポゼが歌っていた[10]。
  - コンセプトは「YU-KIの素直な歌い方も、癖のある歌い方もできる所を出す」様にし、小室もノークレジットでコーラスに参加している[10]。
  - 歌詞のテーマは「夢を叶えたくて、一人で一生懸命やっていて、健気だけど、どこかであまり弱みを見せない感じで気を張って生きている女の子が、恋をしたらどうなるか」を考えている[4]。
  - YU-KIが初めて仮歌を入れた曲である[4]。
  - 歌詞はスタジオで40分で書き上げた[4]。
  - 『BILLIONAIRE 〜BOY MEETS GIRL〜』で「TRUTH'94 (UNPLUGGED STYLE MIX)」としてリメイクされている。
11. THIS IS THE JOY (EXTENDED VERSION)
  - アルバム1曲目のリミックスバージョン。

## クレジット

### レコーディング・メンバー
- Synthesizer Programming & Manipulating : 小室哲哉
- Synclavier Operator : たかはしたくや

- Crew : 村上章久

曲毎
- THIS IS THE JOY (#1)
  - Vocals : YŪKI, MEGAMIX
  - Rap : KOO (Vocoder)

- IMPRESSION OF TRF (#2)
  - Rap : KOO

- GOING 2 DANCE (#3)
  - Vocals & Rap : YŪKI

- LET'S 5 DANCE (#4)
  - Vocals : SAM, YŪKI, HORIE
  - Rap : KOO

- TIME AFTER TIME (#5)
  - Vocals : YŪKI
  - Rap : SAM, KOO, HORIE
  - Scratch : HIRO MATSUMOTO

- OPEN YOUR MIND (#6)
  - Vocals : YŪKI, CHIHARU, ETSUKO, IZUMI
  - Scratch : HIRO MATSUMOTO

- DO WHAT YOU WANT (#7)
  - Vocals : CHIHARU, ETSUKO, IZUMI, SUZI KIM

- OUT THERE (#8)
  - Vocals : YŪKI, CHIHARU, ETSUKO, IZUMI
  - Rap : KOO

- RIGHT HERE! RIGHT NOW! (#9)
  - Rap : GOTO, YUKI, SANCHE, YŪKI & EVERYBODY

- TRUTH (#10)
  - Vocals : YŪKI

### スタッフ
- Produced : 小室哲哉
- Mixed : Pete Hammond, Steve Hammond
- Executive Producer : 依田巽
- General Producer : 松浦勝人
- Co-Producer : 千葉龍平
- Director : なとりとしあき
- Co-Director : 星野靖彦
- Coordinator : いたがきひとし, 阿部元博
- Studio Engineer : 花島功武, 工藤雅史, 若公俊広, 冬野竜彦
- Art Direction : さとうのりやす
- Design : ほそのこういち, さとうかずのり
- Photograph : やしろとしみ, 若鍋聡, よしのなつき
- Illustration : たけだいくお